# الثمانية (مسلسل)
الثمانية؛ هو مسلسل دراما سعودي - مصري من إخراج أحمد مدحت وتأليف تركي آل الشيخ ومن بطولة آسر ياسين، غادة عادل، خالد الصاوي، محمود البزاوي ومنذر رياحنة وريم مصطفى. عُرض على منصة شاهد وشبكة قنوات إم بي سي في يوم 9 يونيو 2022.
بعد عرض أول حلقتين أحتل المسلسل المركز السابع من أصل 10 ضمن قائمة الأكثر مشاهدة في مصر على منصة شاهد.

## القصة
تقرر عصابة قتل أحد أعضائها بعد مخالفته قوانينهم، لكن الخطة تفشل ، ويستعد الناجي لبدء تنفيذ مخططه للانتقام.

## طاقم العمل
- آسر ياسين بدور المقدم أدهم البارودي
- غادة عادل بدور شاليمار الغريب
- خالد الصاوي بدور ناصر المنشاوي
- ريم مصطفى بدور إمي
- محمد علاء بدور المقدم مازن عبد الله
- محمود البزاوي بدور اللواء محسن فاروق
- ياسر علي ماهر بدور شاكر علوان